# 富山南郵便局
富山南郵便局（とやまみなみゆうびんきょく）は富山県富山市にある郵便局。民営化前の分類では集配普通郵便局であった。

## 沿革
- 1977年（昭和52年）
  - 10月10日 - 富山南郵便局落成式[1]。
  - 10月17日 - 富山南郵便局として、富山市堀川町に開局。同日、富南郵便局[2]から集配業務を移管[3]。当時は富山郵便局・高岡郵便局に次ぐ規模（鉄筋コンクリート造り地下1階地上3階建て、敷地面積5,900 m2、延床面積10,000 m2、職員数は180人）であった[1]。
- 1998年（平成10年）9月1日 - 外国通貨の両替および旅行小切手の売買に関する業務取扱を開始。
- 2006年（平成18年）10月16日 - 婦中郵便局より「939-27xx」区域の集配業務を移管[4]。
- 2007年（平成19年）10月1日 - 民営化に伴い、併設された郵便事業富山南支店に一部業務を移管。
- 2011年（平成23年）9月20日 - 富山支店の移転・改称により発足した郵便事業富山西支店（現・富山西郵便局）に統括支店業務（地域区分業務）および越中八尾集配センターの統括を移管。また、同日富山南支店が統括する呉羽集配センター（〒930-0199）と古里集配センター（〒939-2699）を廃止（両センターが担当する集配区は、富山西支店が継承）。民営化前の婦中郵便局の集配区は、富山西支店に移行。代わって、富山支店の集配区の大部分（旧3桁地域のほとんど）を継承し、残った一部区域を引き続き富山西支店が担当する体制となった。さらに富山中央郵便局内に富山南支店富山駅前分室を設置。
- 2012年（平成24年）10月1日 - 日本郵便株式会社発足に伴い、郵便事業富山南支店を富山南郵便局に統合。
- 2019年（平成31年）4月1日 - 富山駅前分室を廃止。

## 取扱内容
- 郵便、印紙、ゆうパック、内容証明
- 貯金、為替、振替、振込、国際送金、外貨両替、国債、投資信託
- 生命保険、バイク自賠責保険、自動車保険、がん保険、引受条件緩和型医療保険
- ゆうちょ銀行ATM
- 「930-00xx」「930-080x - 085x」「930-09xx」「939-8xxx」（富山市域の一部）の集配業務
- ゆうゆう窓口

## 周辺
- 富山県立富山高等学校
- 富山市立富山市民病院

## アクセス
- 富山地方鉄道不二越・上滝線 南富山駅もしくは朝菜町駅からそれぞれ徒歩約12分
- 地鉄バス 富山市農協前停留所下車
- 北陸自動車道 富山ICから北東へ約2km
- 富山県道188号東猪谷富山線沿い
- 駐車場あり：39台